# Tunde Bamidele
Tunde Bamidele (13 maggio 1953 – 1997) è stato un calciatore nigeriano, di ruolo difensore.

## Carriera
Vinse la Coppa d'Africa con la Nazionale nigeriana nel 1980.

## Palmarès

### Nazionale
- Coppa d'Africa: 1

Nigeria 1980